# Mürzzuschlag
Mürzzuschlag osztrák város Stájerország Bruck-mürzzuschlagi járásában. 2017 januárjában 8592 lakosa volt.

## Elhelyezkedése

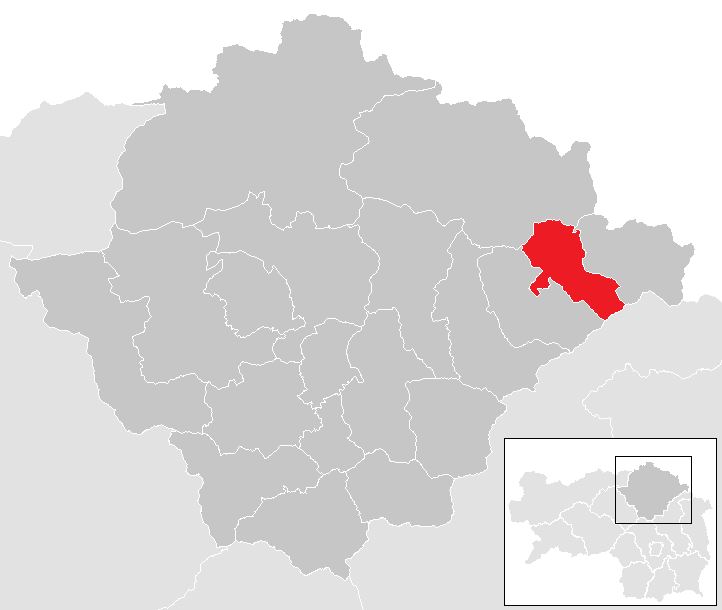
Mürzzuschlag a Bruck-mürzzuschlagi járásban

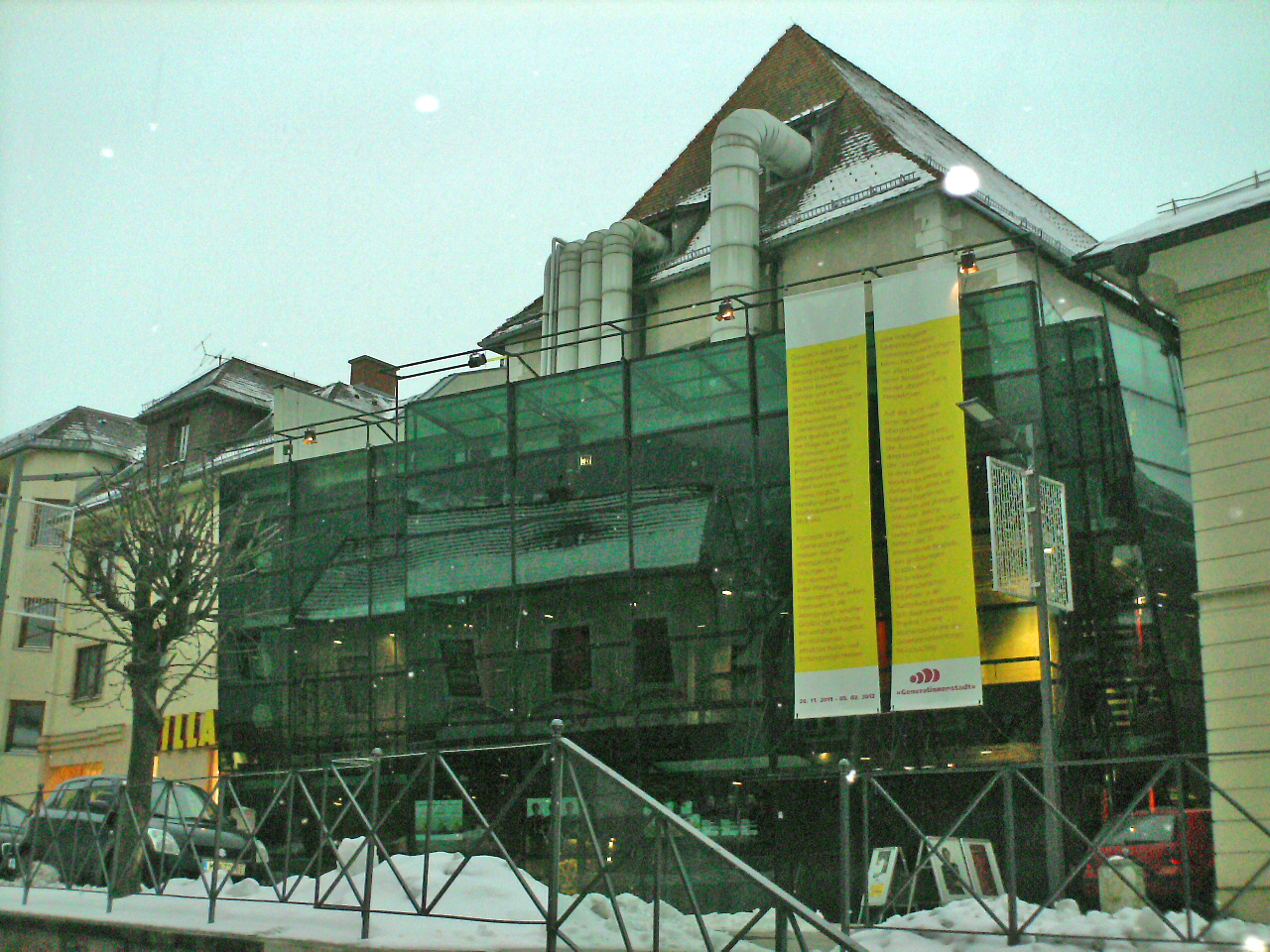
A Művészetek háza

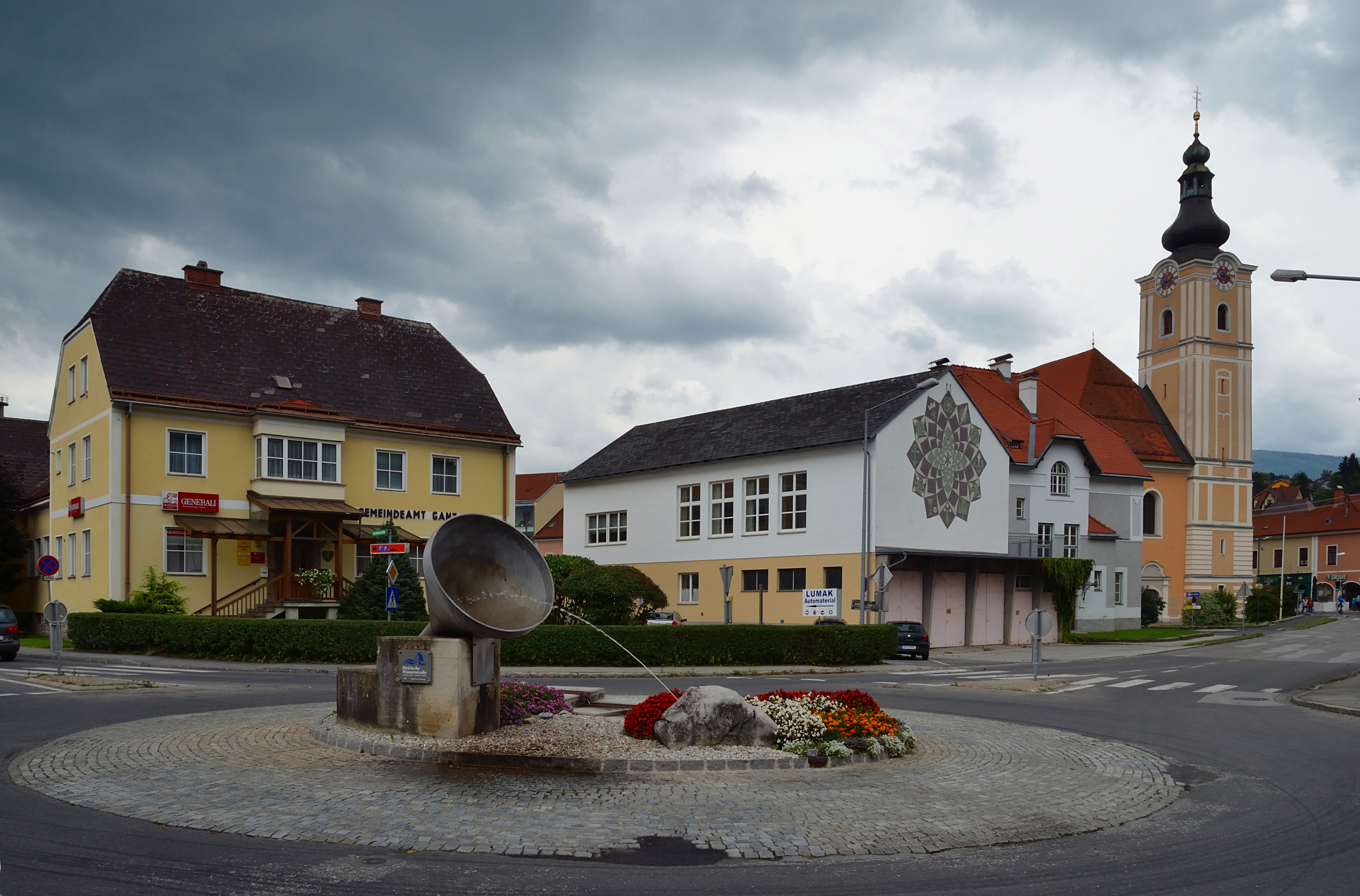
Ganz főtere a Szt. Kunigunda-templommal

Mürzzuschlag Felső-Stájerország keleti részén fekszik, a Mürz folyó mentén, a Semmering-hágótól nyugatra, kb. 85 km-re délnyugatra Bécstől. Az önkormányzat 6 katasztrális községben 10 települést egyesít: Auersbach (145 lakos), Edlach (143), Eichhorntal (24), Ganz (133), Hönigsberg (1804), Kohleben (40), Lambach (159), Mürzzuschlag (5878), Pernreit (89), Schöneben (177).
A környező önkormányzatok: délnyugatra Langenwang, északnyugatra Neuberg an der Mürz, keletre Spital am Semmering, délkeletre Rettenegg, délre Ratten.

## Története
Mürzzuschlagot először 1227-ben említik az írott források. 1360-ban IV. Rudolf hercegtől ún, "vasjogot" (Eisenrecht) kapott, vagyis monopóliumot a vasfeldolgozásra Leoben és a Semmering között. 1862-ben Johann  Bleckmann Rajna-vidéki vállalkozó felvásárolta a régi vashámort és megalapította a Phoenix-Stahlwerke (Schoeller-Bleckmann Stahlwerke) céget, amely ma Böhler Bleche GmbH néven működik. 1912-ben ennél a cégnél készített Max Mauermann a világon elsőként rozsdamentes acélt.
A településre igen korán, már 1844-ben elért a Déli vasút. 1874-ben megnyílt Európa első hegyi vasútvonala, a Mürzzuschlag és Gloggnitz közötti Semmering-vasút (ma világörökségi helyszín).
Johannes Brahms 1884-1885-ben itt komponálta negyedik szimfóniáját.
Mürzzuschlagot 1923-ban városi rangra emelték. A nehéziparáról ismert város lakosságának jelentős része gyári munkás volt. 1931. február 5-8 között itt rendezték meg a világ azóta is egyetlen munkás téli olimpiáját. A versenyeken (sífutás, sílesiklás, jégkorong, gyors- és műkorcsolya, szlalom) több mint 560 atléta vett részt.
2013-ig a város a Mürzzuschlagi járás központja volt, amelyet ekkor egyesítettek a Bruck an der Mur-i járással. A 2015-ös stájerországi közigazgatási reform során az addig önálló Ganz községet a városhoz kapcsolták. 

## Lakosság
A mürzzuschlagi önkormányzat területén 2017 januárjában 8592 fő élt. A lakosságszám 1961-ben érte el csúcspontját 12146 fővel, azóta csökkenő tendenciát mutat. 2015-ben a helybeliek 89,9%-a volt osztrák állampolgár; a külföldiek közül 0,7% a régi (2004 előtti), 3,5% az új EU-tagállamokból érkezett. 3% a volt Jugoszlávia (Szlovénia és Horvátország nélkül) vagy Törökország, 2,9% egyéb országok polgára. 2001-ben a lakosok 60,4%-a római katolikusnak, 8,6% evangélikusnak, 1,7% mohamedánnak, 26,7% pedig felekezet nélkülinek vallotta magát. Ugyanekkor 24 magyar élt a községben. A legnagyobb nemzetiségi csoportot a német mellett a horvátok alkották 2%-kal.

## Látnivalók

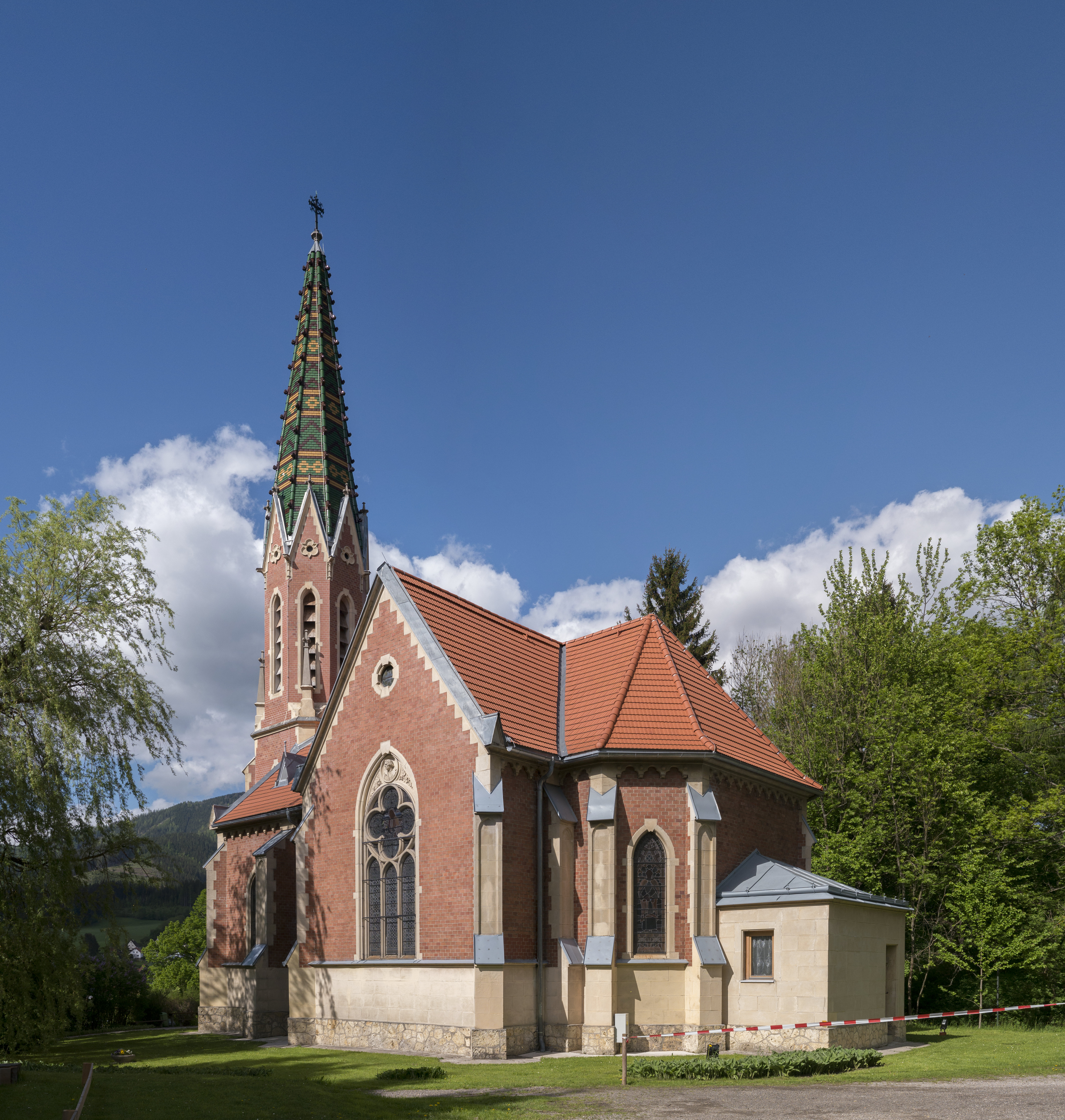
Az evangélikus templom

- A Mürzzuschlagi művészetek háza eredetileg 1654-ben épült ferences kolostornak, amelyet II. József 1799-ben felszámolt. A kolostorépületet 1972-ben lebontották, a megmaradt templomot 1991-ben modern művészeti központtá alakították át.
- Brahms-múzeum
- a Téli sportok múzeuma a világ első és legnagyobb, téli sportoknak szentelt múzeuma
- a ganzi Szt. Kunigunda-plébániatemplom
- az 1900-ban épült evangélikus templom
- Südbahn-múzeum
- United Games ifjúsági sportverseny

## Híres mürzzuschlagiak
- Elfriede Jelinek (1946-) Nobel-díjas író
- Jenny Jugo (1904–2001) színésznő
- Viktor Kaplan (1876–1934) mérnök, a Kaplan-turbina feltalálója
- Johannes Wildner (1956-) karmester

## Testvértelepülések
- Berlin Treptow-Köpenick kerülete (Németország)
- Arusha (Tanzánia)
- Blansko (Csehország)
- Chillán (Chile)

## Fordítás
- Ez a szócikk részben vagy egészben  a   Mürzzuschlag című német Wikipédia-szócikk ezen változatának fordításán alapul.  Az eredeti cikk szerkesztőit annak laptörténete sorolja fel. Ez a jelzés csupán a megfogalmazás eredetét és a szerzői jogokat jelzi, nem szolgál a cikkben szereplő információk forrásmegjelöléseként.